# Johann Sebastian Brandts Buys
Johann Sebastian Brandts Buijs (Rotterdam, 8 december 1879 – Jogjakarta, 24 december 1939) was een Nederlandse etnomusicoloog. Hij was de oudste van de vier zoons van de componist en dirigent Ludwig Felix Brandts Buys (1847-1917) en Pauline Hendrika Elisabeth Hesselink (1851-1910). Johann Sebastian trouwde op 14 augustus 1907 in Bloemendaal met Elizabeth van Vloten (1862–1946). Zij was een dochter van de destijds bekende letterkundige en theoloog Johannes van Vloten (1818–1883). Op 20 april 1909 werd hun huwelijk ontbonden. Op 1 november 1913 hertrouwde Johann Sebastian in Blaricum met de beeldhouwster Anne van Zijp (1885–1956). Beide huwelijken bleven kinderloos.
Evenals de componist Johann Sebastian Bach, naar wie hij was genoemd, stamde Brandts Buys uit een muzikantendynastie: zijn vader en diens drie broers waren allen componist, organist of muziekleraar. In tegenstelling tot zijn ooms en neven begon Johann Sebastian – afgezien van de piano- en muziektheorielessen die hij bij zijn vader volgde – niet onmiddellijk aan een muzikale carrière. Na de HBS in zijn geboorteplaats te hebben doorlopen begon hij daar aan de MO-studie Duits, die hij in Bonn voortzette. In deze en de daaropvolgende jaren voelde Brandts Buys zich sterk tot het socialisme aangetrokken. Hij publiceerde in 1898/1899 enige gedichten en verhalen in de aan kunst en literatuur gewijde maandbladen De Arbeid en De Beweging. Ook schreef hij liedteksten, waaronder een gepassioneerd lied met politieke strekking: 'Transvaal en Nederland', waarmee hij partij koos voor de Boeren in de Tweede Boerenoorlog in Zuid-Afrika.
De familietraditie bleek echter sterker dan de belangstelling voor het Duits, dat Brandts Buys nog vóór zijn examen teleurgesteld de rug toekeerde. Hij ging nu bij zijn neef de organist en componist Marius Adrianus Brandts Buys jr. in de leer en tegelijkertijd bij de bekende componist Johan Wagenaar in Utrecht. In 1905 werd Brandts Buys – wiens volle krulbaard geleek op een muzikale compositie en wiens stem, wanneer hij boos werd, klonk alsof er kiezelsteentjes tegen vioolsnaren werden gegooid (Ritter) – muziekleraar in Lochem en organist en carillonspeler voor de Nederlandse hervormde kerk in Zutphen. Twee jaar later trouwde hij met de zeventien jaar oudere Elizabeth van Vloten en verhuisde hij naar Aerdenhout. Het huwelijk met deze Leidse leraarsdochter hield nog geen twee jaar stand, waarna hij zich in Amsterdam vestigde. Hier begon zijn (betaalde) loopbaan als productief muziekscribent.
Brandts Buys' schrijfstijl stond sterk onder invloed van de Tachtigers, wat de helderheid en toegankelijkheid van zijn artikelen en opstellen niet altijd ten goede kwam. Van 1910 tot 1911 was hij redacteur van het muziektijdschrift Toonkunst. Weekblad gewijd aan de belangen van het muziekleven. Daarna verzorgde hij van 1911 tot 1919 muziekbesprekingen voor het Utrecht Provinciaal en Stedelijk Dagblad. Als streng recensent veroordeelde hij musici van wie hij vond dat zij ten onrechte door het publiek werden gevierd; speciaal met wonderkinderen had hij weinig op. Naarmate Brandts Buys verderging in zijn compromisloze kritieken, werd hij echter steeds controversiëler en daardoor gevreesder. Hij werd een autoriteit met veel macht, maar met weinig vrienden.
Terzelfder tijd volgde Brandts Buys aan de Utrechtse universiteit korte tijd colleges in plant- en dierkunde. Hij ontmoette hier de begaafde, uit Nederlands-Indië afkomstige, jonge beeldhouwster Anne van Zijp, die er medicijnen studeerde. Begin 1913 trouwde hij met haar; ze zou zijn levenslange metgezellin en medewerkster worden. Zij bracht hem in aanraking met de inheemse kunsten en kunstbeoefening van Nederlands-Indië, waarheen het echtpaar in 1919 vertrok.
Tot verbazing van velen, teleurstelling van het publiek en opluchting van menig musicus had Brandts Buys, die zoveel betekende voor het muziekleven in Nederland, de functie van algemeen correspondent van de Nieuwe Rotterdamsche Courant in Batavia aanvaard. Al vóór het vertrek naar Indië had Brandts Buys een studie gemaakt van de beschikbare 19de-eeuwse literatuur over gamelanmuziek en van de werken van akoestici over niet-westerse toonschalen. Toen zijn echtgenote in 1920 een beeldhouwopdracht van het gouvernement kreeg in Bandoeng en het echtpaar daarheen verhuisde, kwam hij hier in contact met de ambtenaar en etnomusicoloog Jaap Kunst. Zij begonnen muzikale informatie en bibliografische bronnen uit te wisselen, waarbij Brandts Buys de rol aannam van de behulpzame oudere geleerde.
Het verschil in persoonlijkheid, beweegredenen en manieren van aanpak blijkt al uit hun vroege briefwisseling. Waar Brandts Buys zich tevreden stelde met het zwijgend bestuderen van muziekpartituren trad Kunst geregeld op als violist bij het uitvoeren van kamermuziek. De jurist Kunst ontwikkelde zich als systematisch werker, wetenschappelijk muziekonderzoeker en documentalist. Brandts Buys zag zichzelf daarentegen als kunstenaar, een bewogen criticus van muziek en cultuur en als zodanig bij uitstek geschikt om de muzikale expressies van de Indonesische cultuur te interpreteren voor Nederlandse intellectuelen, zowel in de kolonie als in het moederland. Kunst werkte voor zijn studies over de muzikale hofcultuur nauw samen met de Javaanse adel, en vanuit deze optiek benaderde hij ook de - volgens hem daarvan afgeleide, minder verfijnde - volksmuziek. Brandts Buys werkte in tegengestelde richting, vanuit de volksmuziek in de dorpen. Kunst werd een van de pioniers bij het toepassen van de toentertijd moderne opnameapparatuur, terwijl Brandts Buys zich daarmee nooit heeft ingelaten.
Brandts Buys en Kunst waren de eerste etnomusicologen die het traditionele bureauwerk van hun voorgangers combineerden met eigen observaties van de vergankelijke en oneindig variabele aspecten van uitgevoerde muziek. Zij voegden aan het onderzoek een nieuw, tot dan toe veronachtzaamd element toe: namelijk de relatie tussen muziek en samenleving als vormbepalende factor. Onbewust brachten zij een paradigmatische verandering in de etnomusicologie tot stand. Het was niet langer een wetenschap waarin willekeurige muzieken uit alle hoeken van de wereld als teksten met elkaar werden vergeleken, maar een benadering van binnenuit, waarin ook aandacht werd geschonken aan observeerbaar gebruik en functie van muziek. Brandts Buys reisde voor zijn onderzoek veel over Java en Madoera, waarbij hij - aangezien hijzelf nauwelijks Indonesisch of Javaans sprak - in zijn contacten met de plaatselijke bevolking geheel was aangewezen op zijn vrouw Anne, die de taal wel beheerste.
Na onenigheid met de hoofdredactie van de Nieuwe Rotterdamsche Courant over de in zijn bijdragen te openlijk beleden sympathie voor het vroege Indonesische onafhankelijkheidsstreven, legde Brandts Buys zijn correspondentschap in 1922 neer. Toen bezuinigingen bij het gouvernement een einde maakten aan de beeldhouwopdrachten van zijn vrouw besloot het echtpaar zich datzelfde jaar in Soerakarta te vestigen in de hoop op een geregeld bestaan. Anne werd er onderwijzeres op een lagere school. Haar salaris zou sindsdien hun enige bron van inkomsten blijven, incidenteel aangevuld met wat inkomsten uit journalistiek werk dat Brandts Buys - hoewel allang geen dogmatisch socialist meer - voor enkele koloniale dagbladen en links of nationalistisch getinte periodieken zoals De Taak en Timboel verrichtte.
Uit wederzijdse erkenning van hun uiteenlopende benaderingswijzen spraken Brandts Buys en Kunst in 1922 af twee jaar lang niets meer te publiceren, maar in collegiale samenwerking elkaars bevindingen te combineren. Zij stuurden elkaar de manuscripten van hun artikelen ter beoordeling toe, waaruit vanaf 1924 een stroom van degelijke publicaties voortkwam, die - wat Brandts Buys betreft - in serievorm in Djawa. Tijdschrift van het Java-Instituut werden gepubliceerd. De meeste hiervan betroffen uiteenlopende onderwerpen als mondharpen, bromtollen, rijststampmuziek en eenvoudige volks- en kinderblaasinstrumenten van Midden- en Oost-Java. Gepubliceerd onder de titels Oude Klanken (1925), Toeters en Piepers (1925/1926), Over muziek in het Banjoewangische (1926) en Snorrepijperijen (1931/1932) kreeg aldus de veronachtzaamde en zo door de gamelan overschaduwde volksmuziek van de gewone plattelandsbevolking voor het eerst een eigen behandeling.
Al in 1922 was Brandts Buys van Bandoeng naar Pamekasan op het eiland Madoera gereisd, waarvandaan hij toen een serie overtuigende en bewogen reisbrieven in negen afleveringen voor de Nieuwe Rotterdamsche Courant schreef. In 1926 verzocht het Java Instituut in Soerakarta hem naar Madoera terug te keren om er gedurende drie maanden betaald onderzoek te verrichten naar de tot dan toe voor musicologen onbekende Madoerese muziek in relatie tot de Midden-Javaanse traditie. Hieruit is Brandts Buys' magnum opus voortgekomen, 'De toonkunst bij de Madoereezen', dat uiteindelijk in vier afleveringen in Djawa (8 (1928) afl. 3-6) werd gepubliceerd.
In 1930 slaagde Kunst erin de nieuwe functie van gouvernementsmusicoloog te verwerven, waarvoor ook de nog steeds ambteloze Brandts Buys in aanmerking had willen komen. De vraag wie de beste kandidaat zou zijn verdeelde de Indische en de Nederlandse geleerden- en componistenwereld al spoedig in twee kampen, die elkaar ook in de pers heftig bestreden. Brandts Buys kreeg hierbij de steun van de javanicus Theo Pigeaud en de componisten Willem Pijper en Matthijs Vermeulen. De benoeming van Kunst leidde tot een definitieve verwijdering tussen deze twee zo verschillende geleerden. Overigens werd de prestigieuze functie al na twee jaar weer wegbezuinigd.
In 1934 verhuisden Brandts Buys en zijn vrouw naar Jogjakarta, waar hij zich meer begon toe te leggen op de Midden-Javaanse hofmuziek. Daaruit zijn enkele belangrijke studies – onder andere over gamelanmuzieknotaties – voortgekomen. Zijn gezondheid ging echter geleidelijk achteruit, en toen Brandts Buys, teruggetrokken en gedesillusioneerd, vlak na zijn zestigste verjaardag, op kerstavond 1939 overleed, bleven een aantal onderzoeksprojecten onvoltooid achter. Het meeste van dit ongepubliceerde materiaal alsook zijn foto's, instrumenten, aantekeningen en boeken gingen tijdens de Japanse bezetting verloren.

## Publicaties (selectie)
- J.S. en A. Brandts Buys-van Zijp: De toonkunst bij de Madoereezen. Weltevreden, Java-Instituut, 1930 (Djawa, jrg. 8, afl. 3-6)
- J.S. Brandts Buys: De duivelstuin. Santpoort, 1931
- J.S. Brandts Buys: Congres Java-Instituut te houden te Bandoeng 17-19 Juni 1921. Prae-adviezen. Over de noodzakelijkheid van geschiedenis-onderwijs. De ontwikkelingsmogelijkheden van de muziek op Java. Weltevereden, 1921